# 阿普雄
阿普雄（法語：Apchon，法語發音：[apʃɔ̃]）是法国康塔尔省的一个市镇，位于该省中北部，属于莫里亚克区。

## 地理
阿普雄（45°14'57"N, 2°41'38"E）面积12.43 平方千米，位于法国奥弗涅-罗讷-阿尔卑斯大区康塔爾省，该省份为法国中南部省份，位于法國中央高原中心，北起科雷兹省、上盧瓦爾省和多姆山省，西接洛特省和科雷兹省，南至阿韦龙省和洛特省，东临上盧瓦爾省和洛泽尔省。
与阿普雄接壤的市镇（或旧市镇、城区）包括：谢拉德、科朗德尔、马尔沙斯泰勒、里永埃斯蒙塔涅、圣伊波利特。

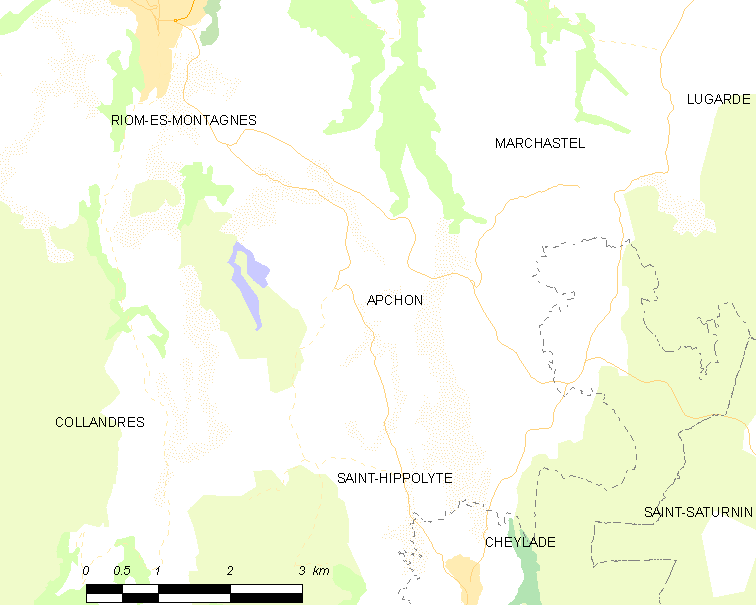
阿普雄的OSM定位图

阿普雄的时区为UTC+01:00、UTC+02:00（夏令时）。

## 行政
阿普雄的邮政编码为15400，INSEE市镇编码为15009。

## 政治
阿普雄所属的省级选区为里永埃斯蒙塔涅县。

## 人口

1962-2008年间阿普雄人口变化图示

阿普雄于2022年1月1日时的人口数量为180人。